# Dagmar Faber
Dagmar Anna Faber (* 19. Dezember 1913 in Duisburg-Hamborn als Dagmar Anna Ohlsen; † 6. August 1998 in Issaquah, Washington) war eine deutsche, später niederländische, dann US-amerikanische (ab 1960) Schriftstellerin, Journalistin und Publizistin. Sie war Chefredakteurin des Continental Reporter, einer ab 1959 in deutscher Sprache veröffentlichten Zeitung.

## Leben und Wirken
Dagmar Faber wurde am 19. Dezember 1913 als Tochter von Jens P. Ohlsen und Emmy Schneider in Duisburg-Hamborn geboren. Später kam sie in die Niederlande, wo sie ihren späteren Mann Johan Gerhard Faber (* 21. Dezember 1908 in Dronrijp, Niederlande; † 21. September 1959 in Redmond, Washington, USA), einen Vertriebsmitarbeiter von Philips, kennenlernte. Bald nach der Hochzeit – Faber war mittlerweile im Besitz der niederländischen Staatsangehörigkeit – wanderte sie mit ihrem Ehemann nach China aus, wo dieser in Shanghai weiterhin für Philips tätig war. Am 3. September 1943 kam hier die gemeinsame Tochter Hilke Dagmar zur Welt; rund eineinhalb Jahre später folgte am 28. Februar 1945 Tochter Frauke.
Als die USS General W. H. Gordon im März und April 1950 hunderte Personen verschiedener Herkunft außer Landes brachte, war auch Dagmar Faber mit ihrer Familie an Bord des Schiffes, das am 22. bzw. 23. Mai 1950 den Hafen von San Francisco im US-Bundesstaat Kalifornien erreichte. Anfang Februar 1952 ließ sich die Familie im Bundesstaat Washington nieder. Bis dahin hatte die Familie in Menlo Park, Kalifornien, gelebt. Mit 18. April 1960 erhielt Dagmar Faber die US-amerikanische Staatsangehörigkeit. Nur ein Jahr zuvor war ihr Ehemann, der mittlerweile als Teppichverkäufer in einem Möbelgeschäft gearbeitet hatte, an einem Herzinfarkt gestorben. In den Vereinigten Staaten war Dagmar Faber journalistisch und publizistisch tätig, stieg zur Chefredakteurin des Continental Reporter auf und veröffentlichte im Jahr 1965 über den Verlag Herder ihr bekanntestes schriftstellerisches Werk Herz im Koffer. Unterwegs von Schanghai nach Seattle, das im Jahr 1967 in einer Neuauflage erneut herausgegeben wurde. Heute ist das Buch auch als Hörbuch erhältlich.
Am 6. August 1998 starb Faber im Alter von 85 Jahren in Issaquah, einem östlichen Vorort von Seattle, im US-Bundesstaat Washington, in dem sie die letzten 46 Jahre gelebt hatte.

## Werke (Auswahl)
- 1965: Herz im Koffer. Unterwegs von Schanghai nach Seattle (Neuauflage 1967)